# Кьяродиа, Фабио
Фа́био Кри́стиан Кьяро́диа (итал. Fabio Cristian Chiarodia; родился 5 июня 2005) — итальянский футболист, защитник немецкого клуба «Боруссия Мёнхенгладбах».

## Клубная карьера
Родился в Ольденбурге (Нижняя Саксония, Германия) в семье выходцев из Чинто-Каомаджоре (Венеция, Италия). Начал футбольную карьеру в местном клубе «Ольденбург», в 2014 году присоединился к юношеской академии бременского клуба «Вердер». В октябре 2021 года 16-летний Фабио подписал с клубом свой первый профессиональный контракт.
10 декабря 2021 года дебютировал за «Вердер» в матче Второй Бундеслиги против клуба «Ян Регенсбург». В возрасте 16 лет и 188 дней стал самым молодым игроком в истории клуба.
22 октября 2022 года дебютировал в Бундеслиге, выйдя на замену Ли Бьюканану в матче против «Фрайбурга».

## Карьера в сборной
Может выступать за сборные Германии и Италии. Получал вызов в сборную Германии до 15 лет, но впоследствии выступал за юношеские сборные Италии разных возрастов (до 15, до 17 и до 19 лет). В мае 2022 года был включён в заявку сборной Италии на чемпионат Европы до 17 лет, который прошёл в Израиле.
В июле 2023 года помог итальянской сборной выиграть чемпионат Европы среди юношей до 19 лет.

## Достижения
Сборная Италии
- Чемпион юношеского чемпионата Европы (до 19): 2023